# 欧内斯特·拜尔
欧内斯特·拜尔（英語：Ernest Bayer，1904年9月27日—1997年1月13日），美国男子赛艇运动员。他曾代表美国参加1928年夏季奥林匹克运动会赛艇比赛，获得男子四人单桨无舵手银牌。